# Komarivka, Volodarsk-Volînskîi
Komarivka (în ucraineană Комарівка) este un sat în comuna Toporîșce din raionul Volodarsk-Volînskîi, regiunea Jîtomîr, Ucraina.

## Demografie
Componența lingvistică a localității Komarivka
     Ucraineană (95,2%)
     Rusă (4,8%)
Conform recensământului din 2001, majoritatea populației localității Komarivka era vorbitoare de ucraineană (95,2%), existând în minoritate și vorbitori de rusă (4,8%).